# Rocinela tridens
Rocinela tridens är en kräftdjursart som beskrevs av Hatch 1947. Rocinela tridens ingår i släktet Rocinela och familjen Aegidae. Inga underarter finns listade i Catalogue of Life.